# Municipio 7 Swift Creek
El municipio 7 Swift Creek (en inglés: Township 7 Swift Creek) es un municipio ubicado en el  condado de Edgecombe en el estado estadounidense de Carolina del Norte. En el año 2010 tenía una población de 3.525 habitantes.

## Geografía
El municipio 7 Swift Creek se encuentra ubicado en las coordenadas 35°59′37.87″N 77°41′24.12″O / 35.9938528, -77.6900333.